# Mesanthura fasciata
Mesanthura fasciata är en kräftdjursart som beskrevs av Brian Frederick Kensley 1982. Mesanthura fasciata ingår i släktet Mesanthura och familjen Anthuridae.
Artens utbredningsområde är Mexikanska golfen. Inga underarter finns listade i Catalogue of Life.